# Manirang
Der Manirang ist ein Berg im Westhimalaya im Bundesstaat Himachal Pradesh im Nordwesten von Indien.
Der Berg befindet sich an der Grenze der Distrikte Lahaul und Spiti und Kinnaur. Der Manirang hat eine Höhe von 6593 m. Südlich des Berges befindet sich der 5550 m hoch gelegene Manirang-Pass, über den früher ein Handelsweg vom südöstlich gelegenen Kinnaur zum nordwestlich gelegenen Spitital führte. 
Der Manirang wurde im Jahr 1952 von K. Snelson und J. de V. Graaff erstbestiegen.